# Aizier
Aizier est une commune française située dans le département de l'Eure, en région Normandie.

## Géographie

### Localisation
Aizier est une commune du Nord-Ouest du département de l'Eure, limitrophe de celui de Seine-Maritime. Elle appartient traditionnellement au pays de Roumois. Située au cœur du parc naturel régional des Boucles de la Seine normande, entre la forêt de Brotonne à l'est et le Marais-Vernier à l'ouest, elle fait partie de la région naturelle de la vallée de la Seine. L'atlas des paysages de Haute-Normandie la classe même plus précisément au sein de l'unité paysagère de la boucle de Brotonne. Le territoire de la commune est marqué par un paysage très boisé, typique des coteaux pentus de la vallée de la Seine, et par la présence de haies bocagères. À vol d'oiseau, le bourg se situe à 12 km au nord-est de Pont-Audemer, à 12 km au sud-est de Lillebonne, à 33,5 km à l'ouest de Rouen et à 59 km au nord-ouest d'Évreux.
| Petiville (Seine-Maritime) Vieux-Port | Saint-Maurice-d'Ételan (Seine-Maritime)                          |                                    |
| Trouville-la-Haule                    | Aizier                                                           | Vatteville-la-Rue (Seine-Maritime) |
|                                       | Bourneville-Sainte-Croix (comm. dél. de Sainte-Croix-sur-Aizier) |                                    |

### Hydrographie
La commune est située dans le bassin Seine-Normandie. Elle est drainée par la Seine.

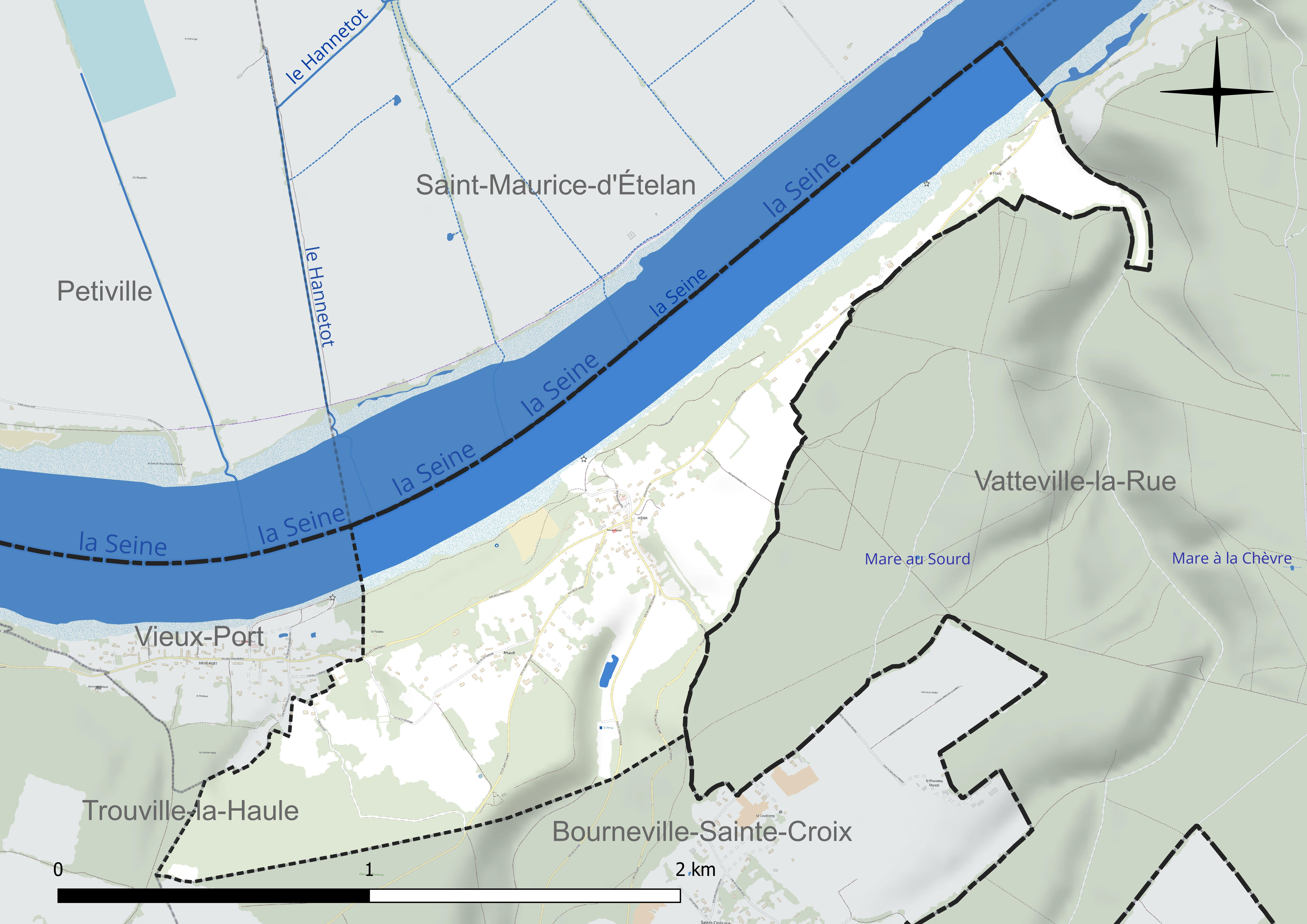
Réseau hydrographique d'Aizier.

### Climat
Pour des articles plus généraux, voir Climat de la Normandie et Climat de l'Eure.
En 2010, le climat de la commune est de type climat océanique franc, selon une étude du CNRS s'appuyant sur une série de données couvrant la période 1971-2000. En 2020, Météo-France publie une typologie des climats de la France métropolitaine dans laquelle la commune est exposée à un climat océanique et est dans la région climatique Côtes de la Manche orientale, caractérisée par un faible ensoleillement (1 550 h/an) ; forte humidité de l’air (plus de 20 h/jour avec humidité relative > 80 % en hiver), vents forts fréquents. Parallèlement le GIEC normand, un groupe régional d’experts sur le climat, différencie quant à lui, dans une étude de 2020, trois grands types de climats pour la région Normandie, nuancés à une échelle plus fine par les facteurs géographiques locaux. La commune est, selon ce zonage, exposée à un « climat contrasté des collines », correspondant au Pays d’Auge, Lieuvin et Roumois, moins directement soumis aux flux océaniques et connaissant toutefois des précipitations assez marquées en raison des reliefs collinaires qui favorisent leur formation.
Pour la période 1971-2000, la température annuelle moyenne est de 10,8 °C, avec  une amplitude thermique annuelle de 13 °C. Le cumul annuel moyen de précipitations est de 878 mm, avec 12,7 jours de précipitations en janvier et 8,3 jours en juillet. Pour la période 1991-2020, la température moyenne annuelle observée sur la station météorologique la plus proche, située sur la commune de Petiville à 4 km à vol d'oiseau, est de 12,0 °C et le cumul annuel moyen de précipitations est de 844,9 mm,. Pour l'avenir, les paramètres climatiques de la commune estimés pour 2050 selon différents scénarios d’émission de gaz à effet de serre sont consultables sur un site dédié publié par Météo-France en novembre 2022.

### Milieux naturels et biodiversité
La commune fait partie du parc naturel régional des Boucles de la Seine normande.

## Urbanisme

### Typologie
Au 1er janvier 2024, Aizier est catégorisée commune rurale à habitat dispersé, selon la nouvelle grille communale de densité à 7 niveaux définie par l'Insee en 2022.
Elle est située hors unité urbaine. Par ailleurs la commune fait partie de l'aire d'attraction du Havre, dont elle est une commune de la couronne,. Cette aire, qui regroupe 116 communes, est catégorisée dans les aires de 200 000 à moins de 700 000 habitants,.

### Occupation des sols
L'occupation des sols de la commune, telle qu'elle ressort de la base de données européenne d’occupation biophysique des sols Corine Land Cover (CLC), est marquée par l'importance des forêts et milieux semi-naturels (43,2 % en 2018), en augmentation par rapport à 1990 (15,7 %). La répartition détaillée en 2018 est la suivante : 
forêts (43,2 %), eaux continentales (23,8 %), prairies (22,5 %), zones agricoles hétérogènes (10,3 %), terres arables (0,2 %). L'évolution de l’occupation des sols de la commune et de ses infrastructures peut être observée sur les différentes représentations cartographiques du territoire : la carte de Cassini (XVIIIe siècle), la carte d'état-major (1820-1866) et les cartes ou photos aériennes de l'IGN pour la période actuelle (1950 à aujourd'hui).

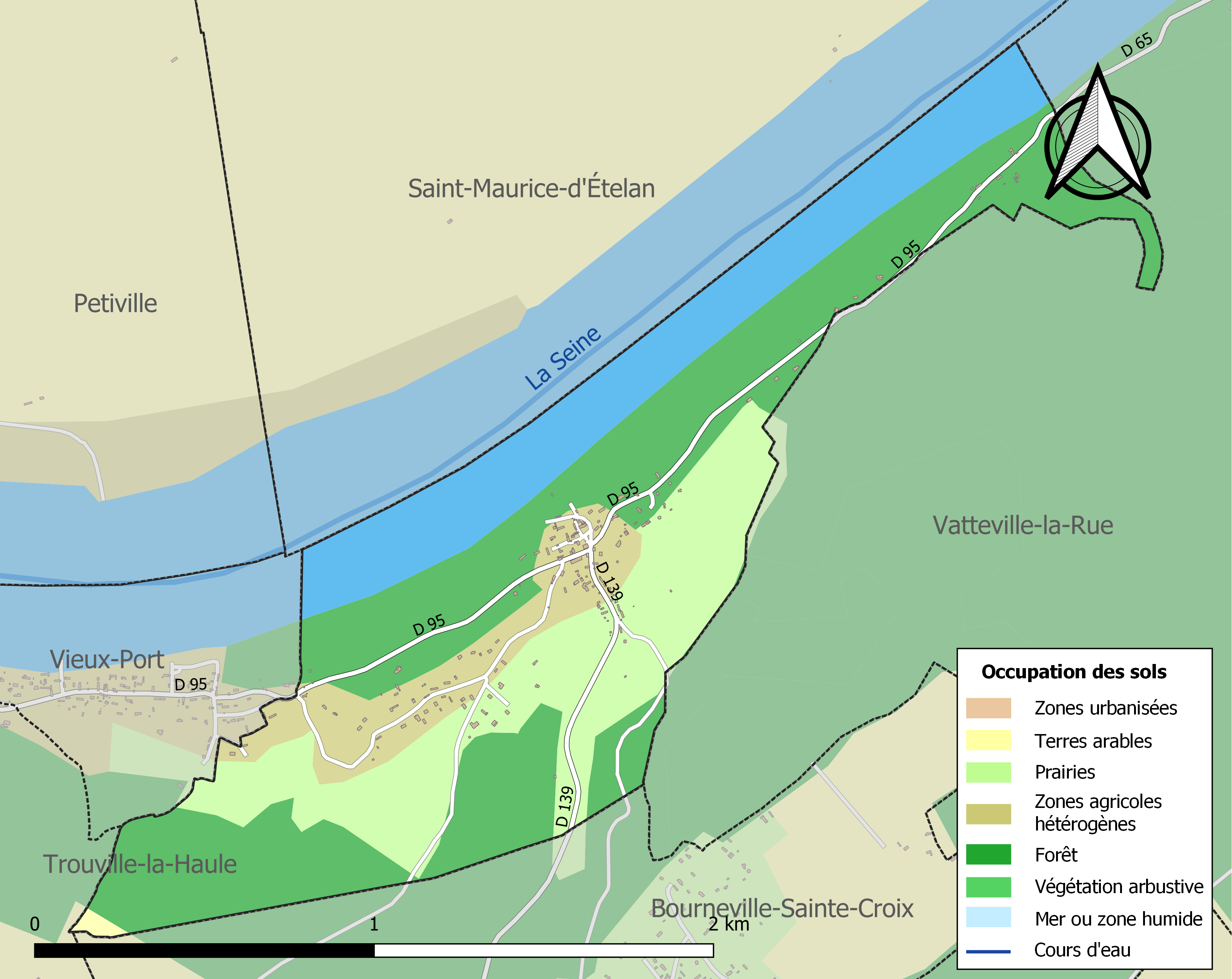
Carte des infrastructures et de l'occupation des sols de la commune en 2018 (CLC).

## Toponymie
Aizier est attesté sous la forme latinisée Aysiacus en 1025 (Fauroux 34), Aisi ou Aisium en 1215. Le village s'est appelé Aisy jusqu'au XVe siècle.
D'après les formes anciennes, il s'agit d'un nom de domaine gallo-romain en -acum, composé avec un anthroponyme non attesté *Asius.
Cependant, ce nom de personne est postulé par son identification dans de nombreux toponymes analogues : Ezy-sur-Eure (Aisiaco 1033), Aisy (Asiacus 1126), Azé, Azay-le-Rideau, etc.. L'anthroponyme *Asius n'est pas directement attesté, mais un élément assu- de signification obscure est bien identifié dans l'onomastique personnelle gauloise : Assu-talus, Assu-le, Ati-assu et surtout Asus, Assuius, Asucius, etc. Il est probable qu'il s'agisse du même radical anthroponymique. En outre, le toponyme peut très bien s'analyser en As-iacum au lieu de Asi-acum, la finale -ius (autrement -ios) ayant été souvent confondue avec le suffixe dans les faits, d'où la création d'un nouveau suffixe -iacum. On peut alors reconnaître dans le premier élément As-, le nom de personne gaulois bien attesté Asus (de *Asos).
Aizier est un des seuls toponymes gallo-romans en -acum qui subsiste encore dans le Roumois ; cette région ne recèle d'ailleurs que très peu de noms de lieux antérieurs à l'installation des colons anglo-scandinaves.

## Histoire
Aizier est un ancien port gallo-romain où aboutissaient les voies antiques menant à Lillebonne. Voir également Vieux-Port, commune contiguë.
Le comte de Meulan, Robert II (v. 1142-1204) confirmera à l'abbaye de Fécamp la possession des bois et du domaine d'Aizier.

## Politique et administration
| Période                                  | Période                | Identité        | Étiquette               | Qualité |
| ---------------------------------------- | ---------------------- | --------------- | ----------------------- | --- |
| Les données manquantes sont à compléter. |                        |                 |                         | |
| mars 2001                                | mai 2020               | Benoît Gatinet  | UDF puis MoDem puis UDI | Cadre supérieur Conseiller départemental de Bourg-Achard (2015 → ) Vice-président du conseil départemental de l'Eure (2015 → ) Président de la CC de Quillebeuf-sur-Seine ( ? → 2016) Président de la communauté de communes Roumois Seine (2017 → 2020) |
| mai 2020,                                | En cours (au 2/6/2020) | Arnaud Maupoint |                         | Ancien responsable de cabinet à la présidence de Roumois Seine |

## Population et société

### Démographie
L'évolution du nombre d'habitants est connue à travers les recensements de la population effectués dans la commune depuis 1793. Pour les communes de moins de 10 000 habitants, une enquête de recensement portant sur toute la population est réalisée tous les cinq ans, les populations de référence des années intermédiaires étant quant à elles estimées par interpolation ou extrapolation. Pour la commune, le premier recensement exhaustif entrant dans le cadre du nouveau dispositif a été réalisé en 2005.

En 2022, la commune comptait 156 habitants, en évolution de +14,71 % par rapport à 2016 (Eure : −0,25 %, France hors Mayotte : +2,11 %).
| 1793 | 1800 | 1806 | 1821 | 1831 | 1836 | 1841 | 1846 | 1851 |
| ---- | ---- | ---- | ---- | ---- | ---- | ---- | ---- | ---- |
| 196  | 121  | 218  | 237  | 266  | 254  | 251  | 265  | 268  |

| 1856 | 1861 | 1866 | 1872 | 1876 | 1881 | 1886 | 1891 | 1896 |
| ---- | ---- | ---- | ---- | ---- | ---- | ---- | ---- | ---- |
| 203  | 208  | 206  | 201  | 188  | 154  | 161  | 159  | 205  |

| 1901 | 1906 | 1911 | 1921 | 1926 | 1931 | 1936 | 1946 | 1954 |
| ---- | ---- | ---- | ---- | ---- | ---- | ---- | ---- | ---- |
| 131  | 152  | 129  | 123  | 144  | 104  | 118  | 123  | 108  |

| 1962 | 1968 | 1975 | 1982 | 1990 | 1999 | 2005 | 2006 | 2010 |
| ---- | ---- | ---- | ---- | ---- | ---- | ---- | ---- | ---- |
| 108  | 112  | 104  | 117  | 113  | 127  | 117  | 114  | 128  |

| 2015 | 2020 | 2022 | - | - | - | - | - | - |
| ---- | ---- | ---- | - | - | - | - | - | - |
| 131  | 154  | 156  | - | - | - | - | - | - |

## Culture locale et patrimoine

### Lieux et monuments

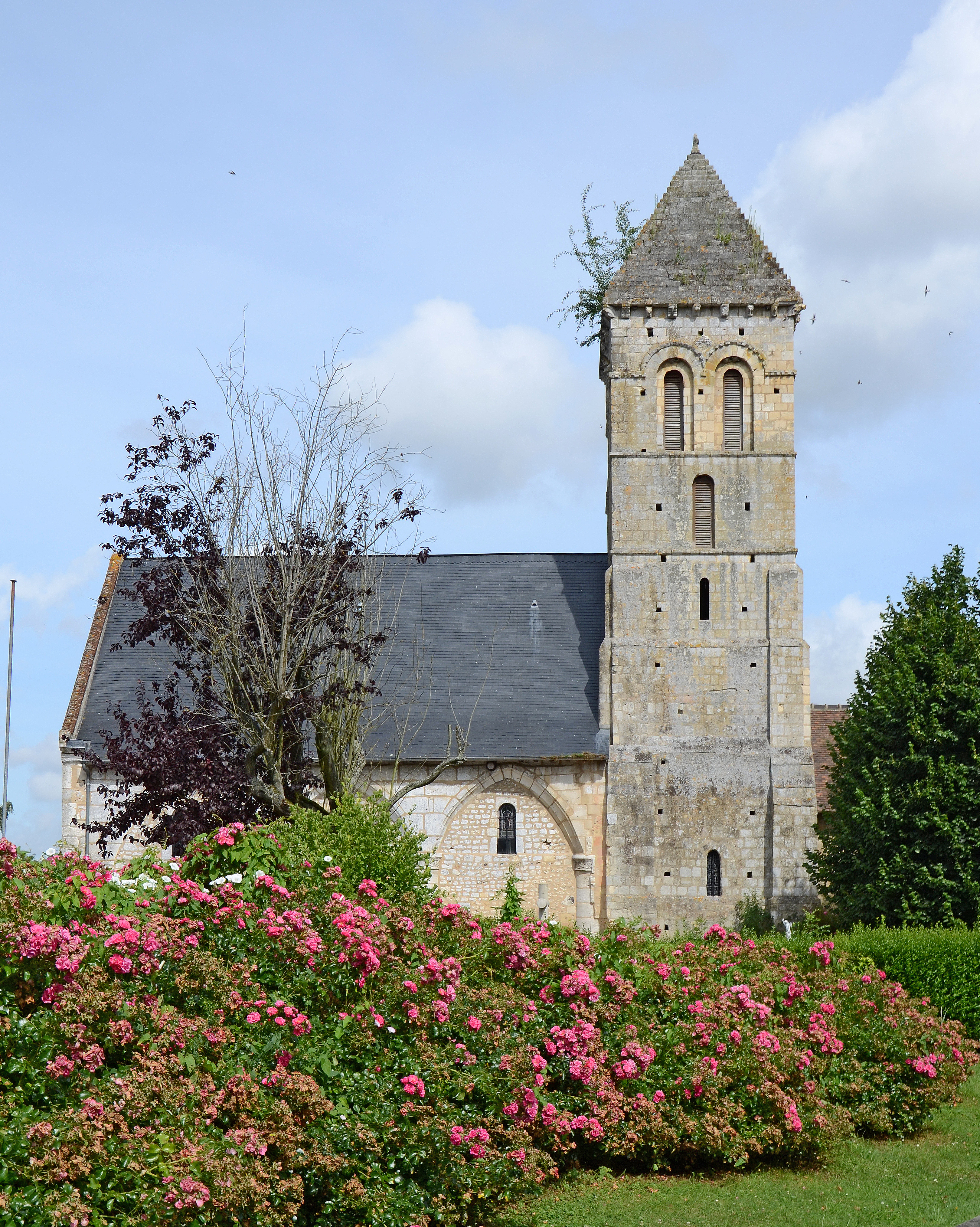
Vue de l'église.

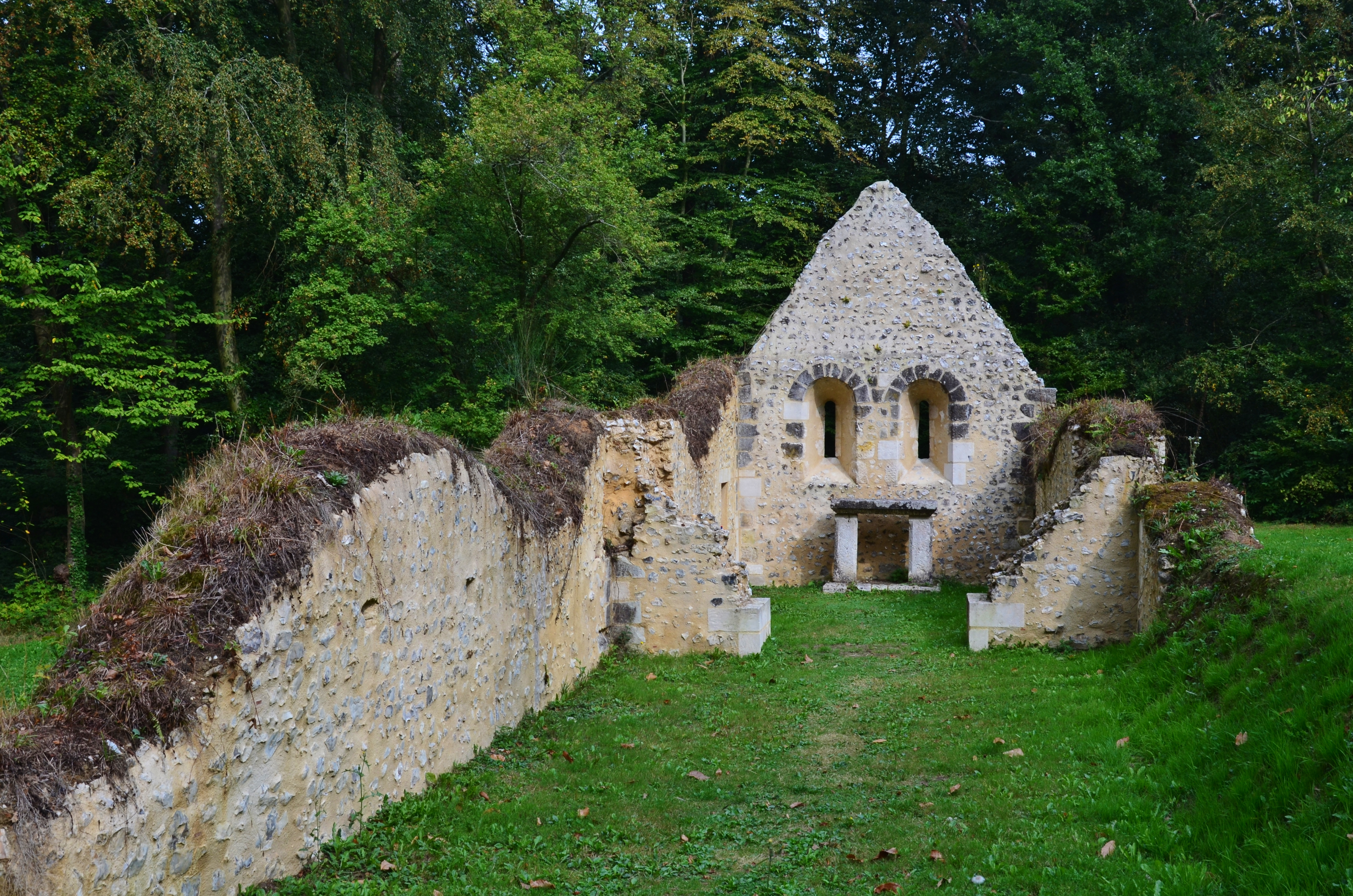
La maladrerie Saint-Thomas-Becket.

La commune de Aizier compte cinq édifices inscrits au titre des monuments historiques :
- la pierre percée  Inscrit MH (1999)[35]. Il s'agit d'un bloc de calcaire, percé d'un trou bien circulaire qui semble être un élément d'une allée couverte ;
- l'église Saint-Pierre (XIIe et XVe siècles)  Classé MH (1913)  Inscrit MH (1961)[36]. La tour, qui est un bel exemple de construction étagée, et l'abside en cul-de-four datent du XIIe siècle, ainsi que la plus grande partie du mur nord. Ils sont bâtis en pierre de Caen. Le mur sud est gothique et la façade, un peu rude, est réalisée en gros moellons de pierre calcaire locale. Un vieil if subsiste derrière le cimetière, dans l'ancien enclos funéraire ;
- la croix de cimetière (XVIe siècle  Inscrit MH (1965)[37] ;
- la maladrerie Saint-Thomas-Becket (XIIe siècle)  Inscrit MH (1993)[38]. La maladrerie, juchée sur la colline boisée surplombant Aizier, à l'écart, est une ancienne léproserie qui ne comptait guère plus de dix malades, établissement modeste dont subsistent les substructions de bâtisses à colombage et surtout le pignon du mur est de la chapelle Saint-Thomas-de-Cantorbéry, ainsi que quelques autres vestiges. Entre 2001 et 2003, des bénévoles de l'association Chantiers Histoire et Architecture Médiévales participèrent à la restauration de la maladrerie[39]. En 2015, l'ancienne léproserie a fait l'objet d'une restauration qui s'élève à 500 000 €[40]. Dans le bois environnant, poussent des arbres aux branches nouées, œuvres de couples désirant perpétuer la flamme de leur amour ;
- le quai antique  Inscrit MH (1993)[41], vestige du port antique[26],[42].

Par ailleurs, plusieurs autres édifices sont inscrits à l'Inventaire général du patrimoine culturel :
- la chapelle Saint-Thomas-de-Canterbury (XIIe siècle)[43]. Cette chapelle a été fondée par l'abbaye de Fécamp ;
- une maison du XVIIIe siècle[44] ;
- une ferme du XVIIe siècle[45].

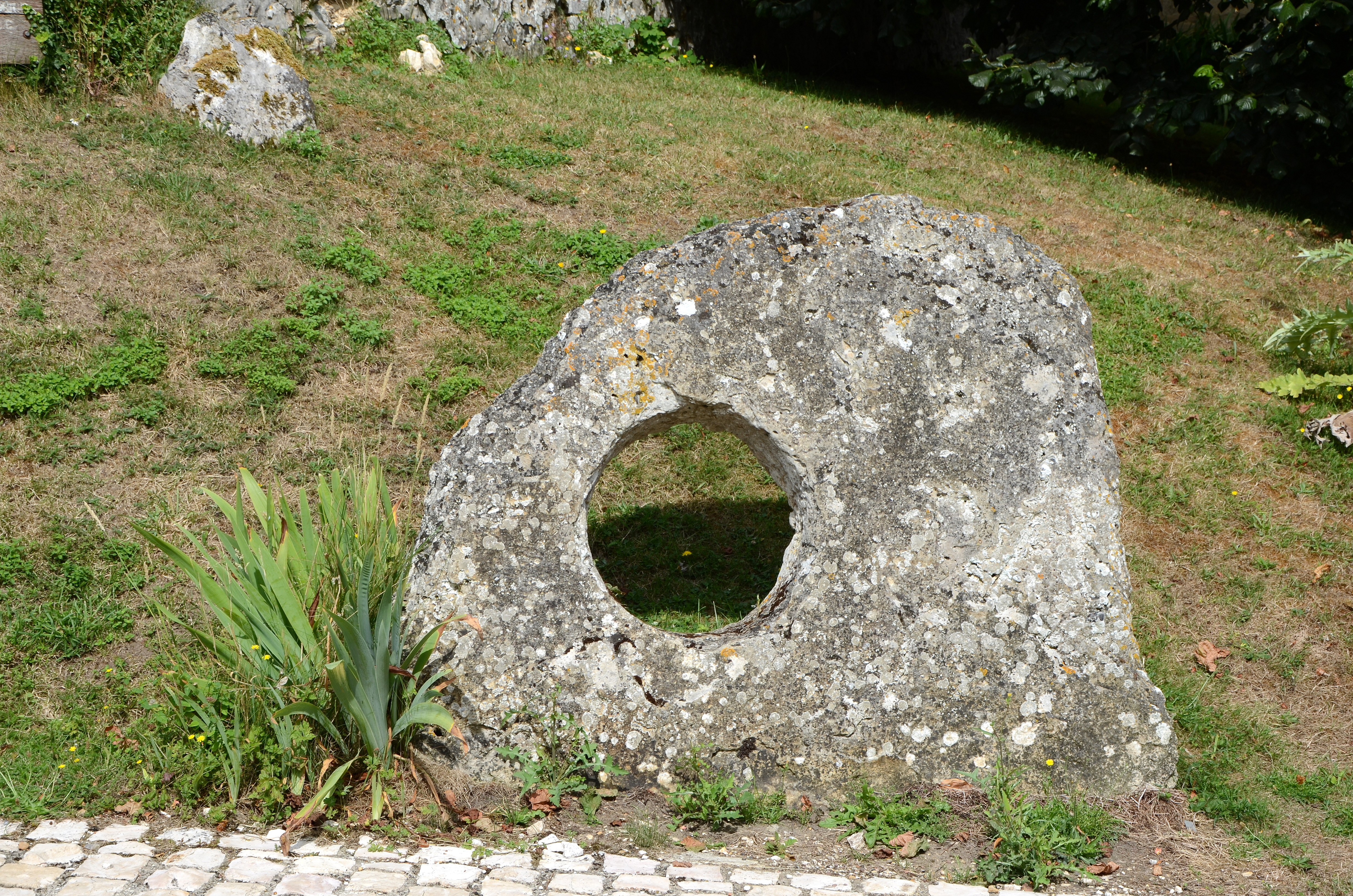
La dalle percée.
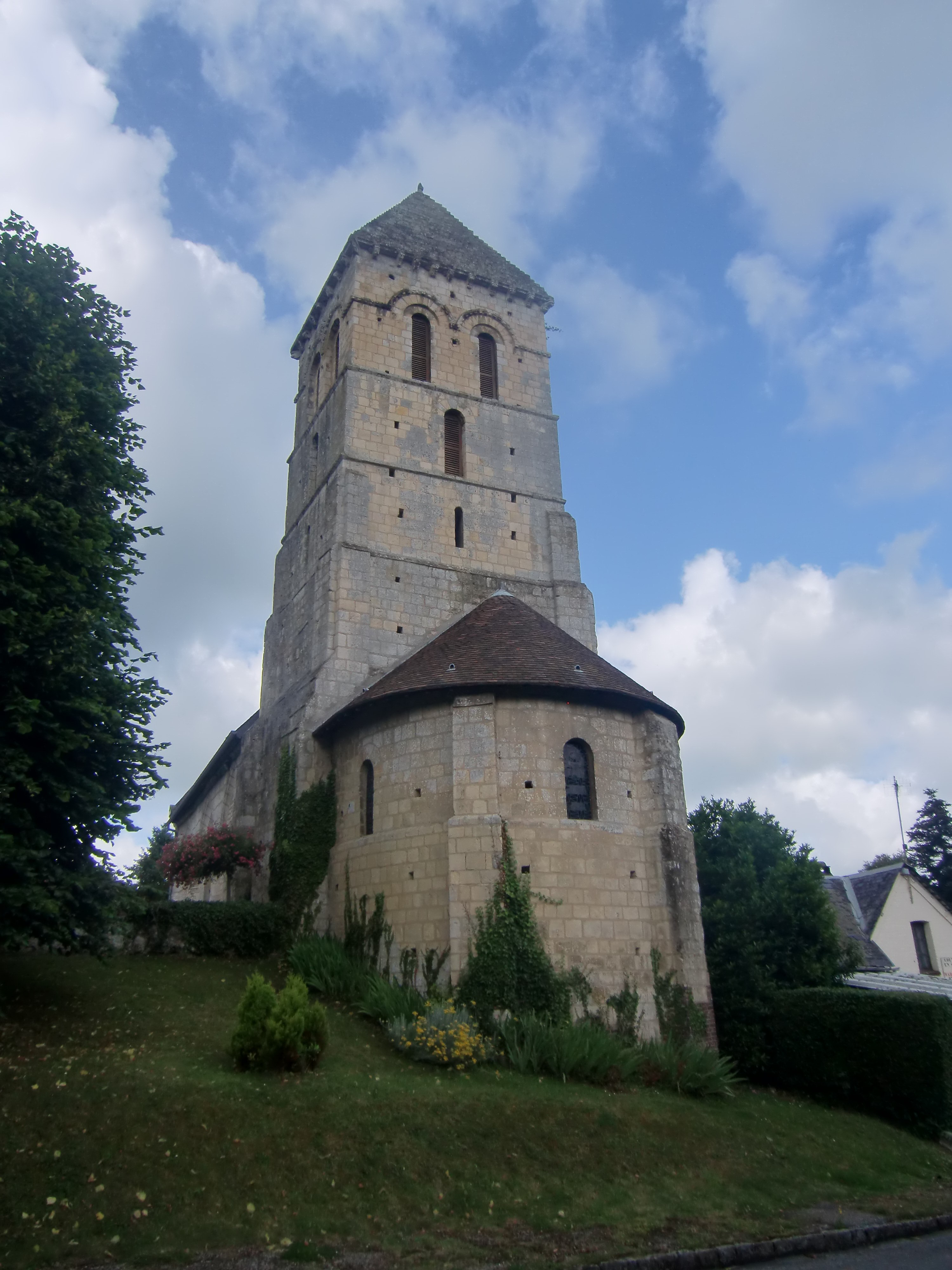
L'église Saint-Pierre.

### Héraldique
| Blason de Aizier | Blason  | Écartelé: au 1er de gueules à deux léopards d'or, armés et lampassés d'azur l'un au-dessus de l'autre, au 2e d'argent à trois branches de laurier rangées en fasces, posées en pal, celles des flancs ayant leurs tiges jointes en pointe et à trois mitres d'argent bordées d'or brochantes, au 3e d'argent à trois corneilles de sable becquées et membrées de gueules, au 4e de gueules au quai antique du lieu d'argent, maçonné de sable, sommé d'arbres au naturel et posé sur des ondes d'azur, elles-mêmes chargées du logo du "Parc naturel régional des Boucles de la Seine Normande" d'argent et à l'aigle romaine au vol abaissé d'or empiétant une dalle à trou d'homme d'argent chargée de l'inscription de sable « AIZIER MXXVII », et brochant sur le quai et les arbres. |
| Blason de Aizier | Détails | Les deux léopards d'or des armoiries d'Aizier rappellent les armoiries de la Normandie. Création Ben Bailly. Reçu officiellement le 17 Janvier 2016. |